# Adrianus Eversen
Adrianus Eversen (* 13. Januar 1818 in Amsterdam; † 1. Dezember 1897 in Delft) war ein niederländischer Maler und Zeichner altniederländischer Stadtansichten. Architektur und Licht spielten in seinen Bildern Hauptrollen.
Eversen ging zusammen mit Hendrik Gerrit ten Cate (1803–1856) bei dem Architektur- und Vedutenmaler Cornelius Springer in die Lehre. Im Gegensatz zu seinem die Wirklichkeit getreu abbildenden Meister ließ der Romantiker Eversen gelegentlich in seinen Stadtansichten die Phantasie spielen. Eversen erlernte sein Handwerk zudem bei Cornelis de Kruyff (1774–1828). In der Tradition von Jan van der Heyden und Isaac Ouwater (1748–1793) in
Amsterdam wirkend, stellte er auch in Den Haag, Leeuwarden, Bremen (in den 1860er Jahren), Dresden (1871 und 1880), Berlin (1880) sowie in Wien (1882) aus. Eversen war Mitglied des Künstlervereins Arti et Amicitiae. 

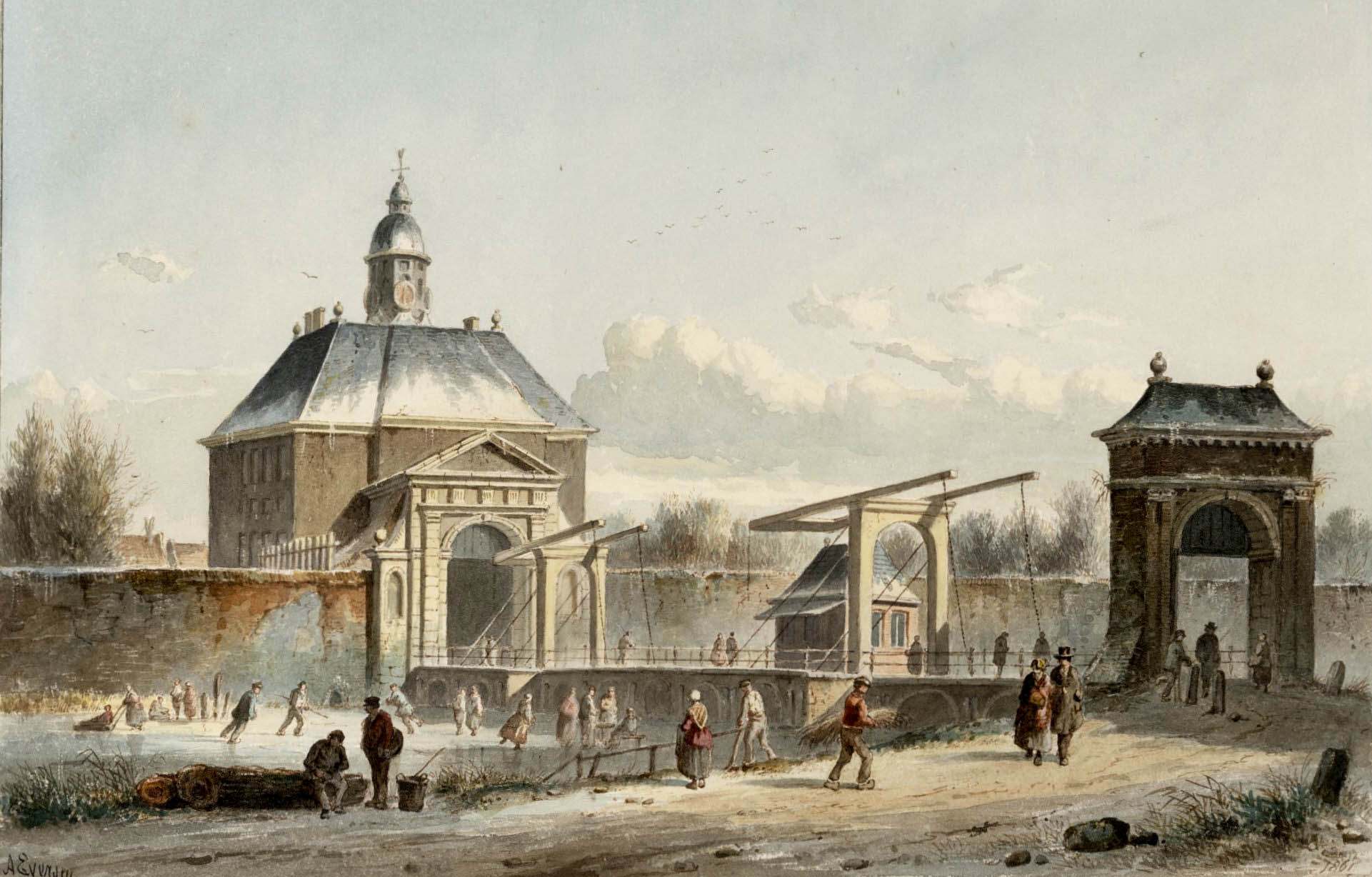
Das Amsterdamer Stadttor Weesperpoort mit der Brücke über die Singelgracht (1850)

Der Maler Johannes Hendrik Eversen (1906–1995) war ein Nachkomme Eversens.

## Anmerkung
1. ↑  Hendrik Gerrit ten Cate bei artnet.com.

| Personendaten    | Personendaten                       |
| ---------------- | ----------------------------------- |
| NAME             | Eversen, Adrianus                   |
| KURZBESCHREIBUNG | niederländischer Maler und Zeichner |
| GEBURTSDATUM     | 13. Januar 1818                     |
| GEBURTSORT       | Amsterdam                           |
| STERBEDATUM      | 1. Dezember 1897                    |
| STERBEORT        | Delft                               |